# Hillegom
Hillegom (prononcé en néerlandais : [ˌɦɪləˈɣɔm] ) est une commune et un village néerlandais situé dans le nord de province de Hollande-Méridionale. Au 1er janvier 2021, la commune compte 22 204 habitants. Elle se trouve entre les villes de Leyde au sud et Haarlem au nord, au nord-est de Noordwijk sur la côte de la mer du Nord, à la limite provinciale avec la Hollande-Septentrionale.

## Histoire
Les premières traces écrites du lieu remontent au XIIIe siècle, alors connu sous le nom de Hilleghem en vieux néerlandais. Au XVIIIe siècle, Hillegom devient un lieu prisé pour la construction de buitenplaatsen par les riches habitants d'Amsterdam et La Haye.

## Géographie

### Situation
Hillegom est localisée dans le nord de la Hollande-Méridionale, étant bordée au nord-est par la Hollande-Septentrionale. Ses communes voisines sont Bloemendaal au nord, Haarlemmermeer à l'est, Lisse au sud et Noordwijk à l'ouest. La commune fait partie de la Bollenstreek (en français : « région des bulbes »), prisée des touristes, aux côtés de Katwijk, Leyde, Lisse, Noordwijk, Oegstgeest et Teylingen.

### Transports
La commune est desservie par une gare ferroviaire, Hillegom, située sur la ligne d'Amsterdam à Rotterdam.

## Personnalité
- Ida Veldhuyzen van Zanten

## Galerie

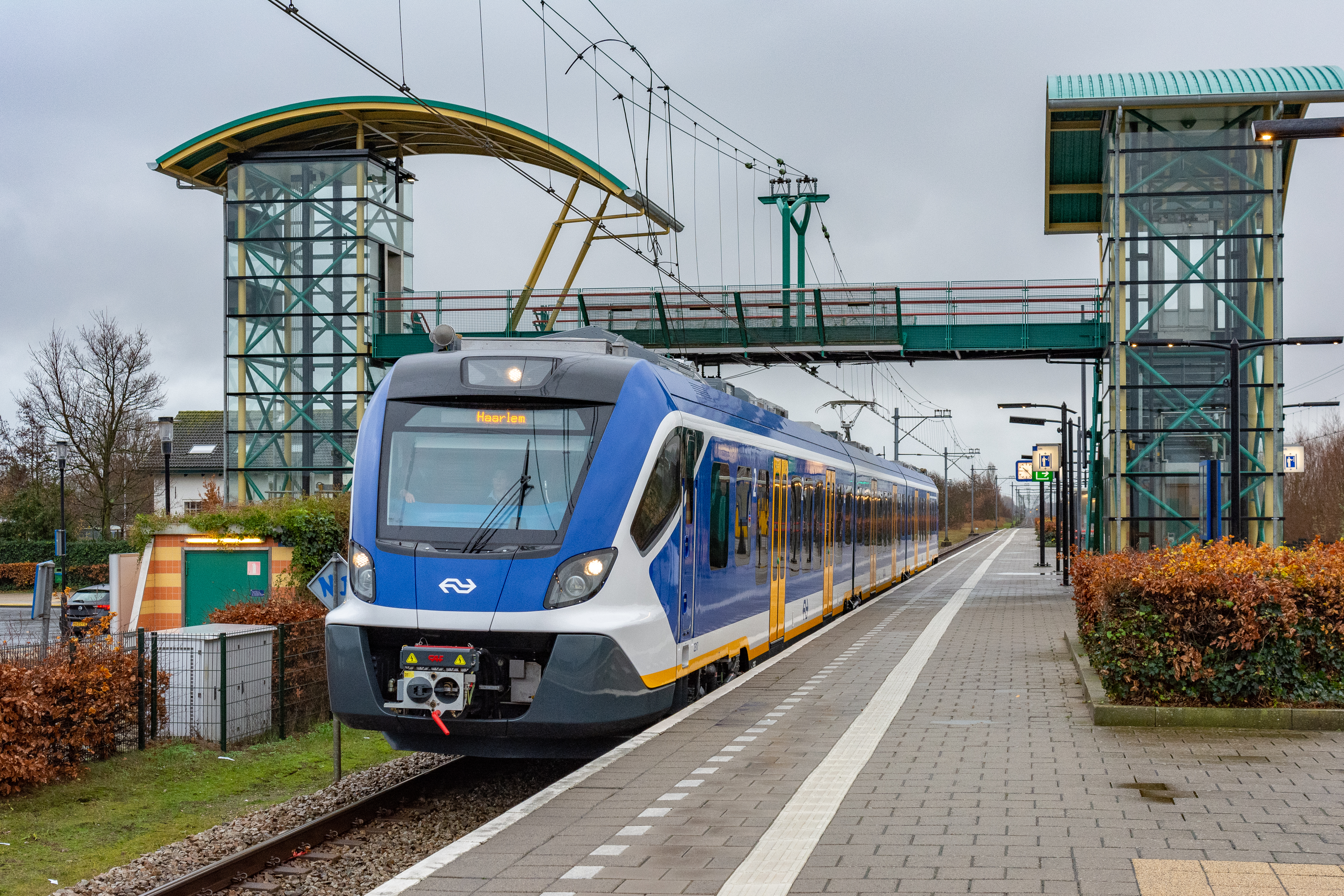
Gare de Hillegom.
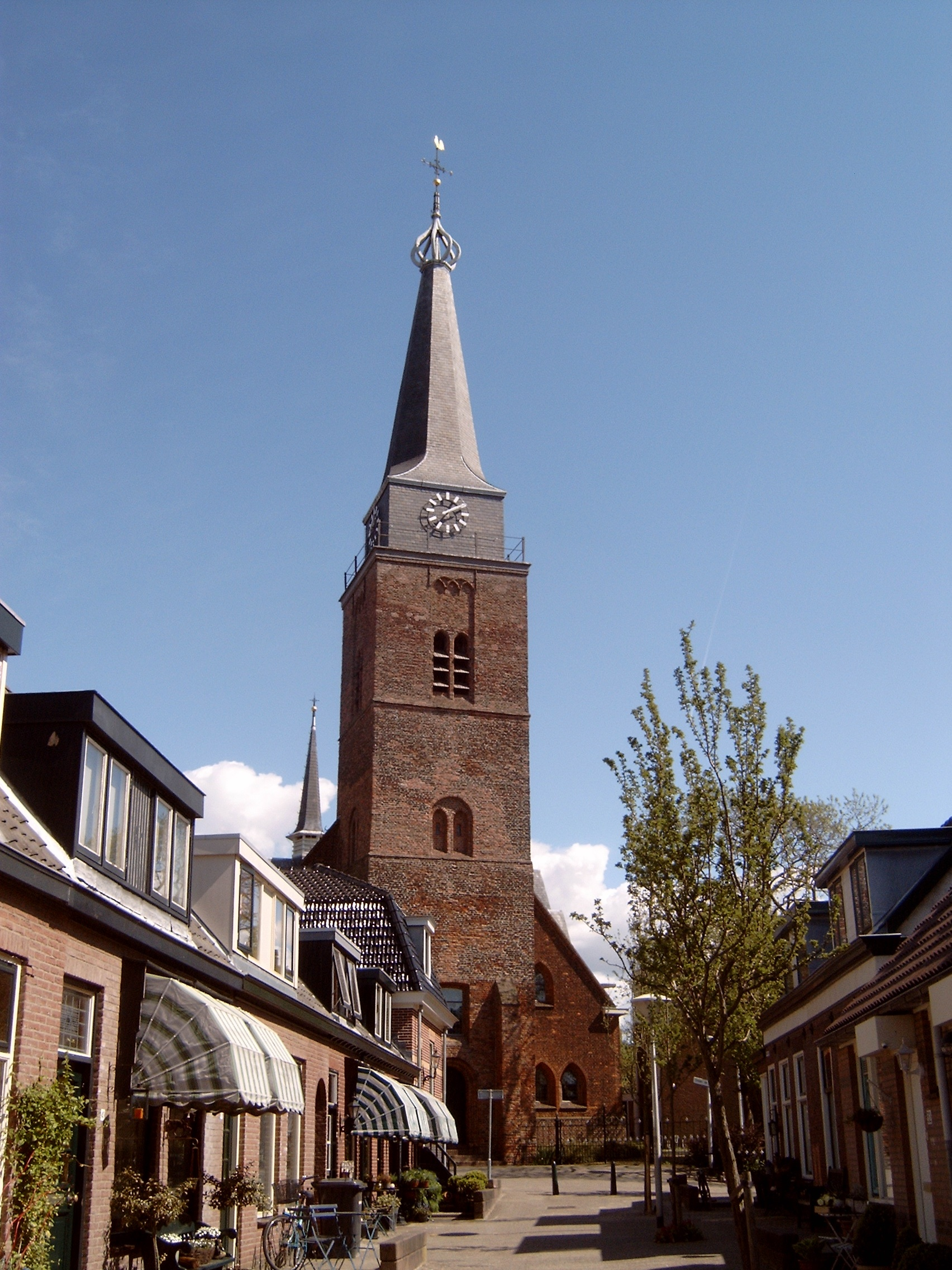
L'église de Martin (Maartenskerk), datant du XIIIe siècle, dans le centre de Hillegom.
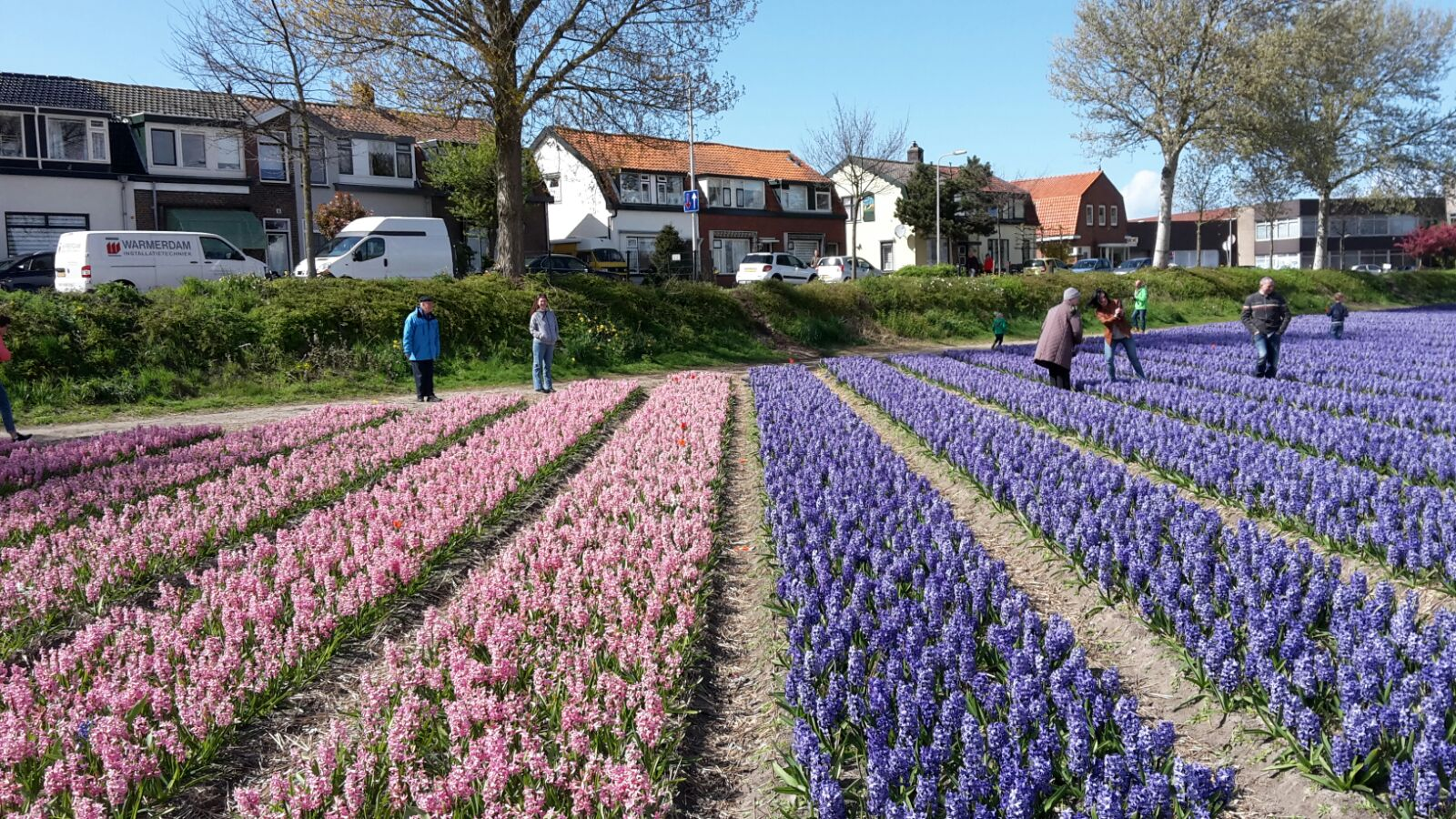
Champs de jacinthes à Hillegom.